# Мариндвор (Пожега)
Мариндвор је насељено место у саставу града Пожеге, у Славонији, Република Хрватска.

## Становништво
Насеље је према попису становништва из 2011. године имало 116 становника.
| Националност       | 1991.        |
| Хрвати             | 106 (90,59%) |
| Срби               | 0            |
| Југословени        | 0            |
| остали и непознато | 11 (9,40%)   |
| Укупно             | 117          |